# Berkman Klein Center for Internet & Society
El Berkman Klein Center for Internet & Society es un centro de investigación de la Universidad de Harvard que se centra en el estudio del ciberespacio. Fundado en la Facultad de Derecho de Harvard, es una institución que se ha centrado tradicionalmente en cuestiones legales relacionadas con Internet. El 15 de mayo de 2008, el Centro fue llevado mediante una iniciativa de interfaz de la Universidad de Harvard a formar parte de su conjunto. Lleva el nombre de la familia Berkman, que era propietaria de la compañía de comunicaciones The Associated Group (que fue vendida a Liberty Media). El 5 de julio de 2016, el Centro agregó "Klein" a su nombre después de que Michael R. Klein, un exsocio de Wilmer Cutler Pickering Hale and Dorr y un inversor de CoStar Group, realizase una donación de 15 millones de dólares americanos. 
Los centros hermanados con el centro incluyen al Stanford Center for Internet and Society, el Oxford Internet Institute y la Universidad de Bilgi . Las instituciones asociadas, como el Centro NEXA para Internet y Sociedad en la Universidad Politécnica de Turín en Italia, el Centro de Internet y Sociedad de la Universidad de Zhejiang (ZUMC) y el Centro de Internet y Sociedad de Bangalore.

## Historia y misión
El Berkman Klein Center fue fundado en el año 1998 por los profesores Jonathan Zittrain y Charles Nesson, junto con los recién graduados de la promoción del 98 de la Escuela de Derecho de Harvard, David Marglin y Tom Smuts. Desde entonces, ha pasado de ser un pequeño proyecto dentro de la Facultad de Derecho de Harvard a ser un importante centro interdisciplinario en la Universidad de Harvard. El Centro Berkman Klein busca entender cómo el desarrollo de las tecnologías relacionadas con Internet está cambiando e inspirando el contexto social donde está inserto y cómo el uso de estas tecnologías afecta a la sociedad. Busca utilizar las lecciones extraídas de esta investigación para conformar e informaren el diseño de las leyes relacionada con Internet. El Centro Berkman Klein patrocina eventos y conferencias relacionados con Internet, y alberga numerosos profesores visitantes y becarios de investigación.

## Miembros
Los socios actuales o exmiembros incluyen a John Perry Barlow, danah boyd, John Clippinger, Tamar Frankel, Benjamin Mako Cerro, Reynol Junco, Rebecca MacKinnon, James F. Moore, Mayo Fuster Morell, Doc Searls, Caso de Ámbar, Wendy Seltzer, Peter Suber, Jimmy Gales, David Weinberger, Dave Winer, Yasodara Cordova y Ethan Zuckerman.
La facultad incluye a Yochai Benkler, William "Terry" Fisher, Urs Gasser, Lawrence Lessig, Charles Nesson, John Palfrey, y Jonathan Zittrain.
El centro también cuenta con grupos activos de personas asociadas a la facultad, afiliados y alumni quienes participan de sus proyectos cada año.